# Silvia Iranzo
Silvia Iranzo Gutiérrez (San Sebastián, Guipúzcoa, 1 de diciembre de 1958) es una economista española que fue Secretaria de Estado de Comercio y Presidenta del ICEX, entre otros cargos.

## Biografía
Doctora en Economía y Empresa. Licenciada en CC. Económicas y Empresariales. Técnico Comercial y Economista del Estado. Titulada en el Programa de Dirección para el Banco de España del IESE Business School, posee el Diploma IC-A de Buen Gobierno Corporativo para Consejeros Profesionales.  
Es consejera independiente de la cotizada Técnicas Reunidas, consejera independiente de la cotizada Airtificial, Vocal de su Comisión de Auditoría y Control y Vocal de su Comisión de Nombramientos y Retribuciones. Es consejera independiente del Instituto de Crédito Oficial, vocal del Pleno de la Corte Española de Arbitraje, y Patrona del INCIPE (Instituto de Cuestiones Internacionales y Política Exterior) y de la Fundación Independiente. 
Es profesora de Economía y de Gobernanza Global en CUNEF Universidad y de Economía en el Instituto de Estudios Bursátiles (IEB).  
Ha sido consejera independiente de la cotizada del Ibex35 Indra Sistemas, presidente de su Comisión de Sostenibilidad y vocal de su Comisión de Nombramientos, Retribuciones y Buen Gobierno Corporativo. Ha sido consejera independiente de la cotizada Tecnocom y miembro de su Comisión de Nombramientos y Retribuciones. Ha sido consejera del Instituto de Consejeros-Administradores (IC-A), y vocal del consejo de redacción de la revista Economistas del Colegio de Economistas de Madrid y del Consejo General de Economistas. 
Fue Secretaria de Estado de Comercio entre 2008 y 2010 y embajadora de España ante el Reino de Bélgica entre 2010 y 2012. 
Fue Presidente del ICEX y de Invest in Spain, Jefe de Riesgo-País en el Banco de España, y consejera de Banco Exterior UK, CESCE, y Telefónica Internacional, entre otras. 
Es miembro del jurado del Premio Princesa de Asturias de Ciencias Sociales.
Es autora del libro "Delving into Country Risk" (Banco de España, 2008) y de una treintena de artículos sobre economía y economía política en revistas de economía y prensa económica. Es editora del libro "Joaquín María de Ferrer y Cafranga. Un vasco en la España del siglo XIX" (Ed. Silex, 2015).

## Premios y reconocimientos
- 2010 Gran Cruz de la Orden del Mérito Civil.
- Gran Cruz de la Orden El Sol del Perú (2009).
- Medalla de Oro de la Asociación de Técnicos Comerciales y Economistas del Estado (2022).
- Embajadora de España[1]